# Tragédia de Furiani

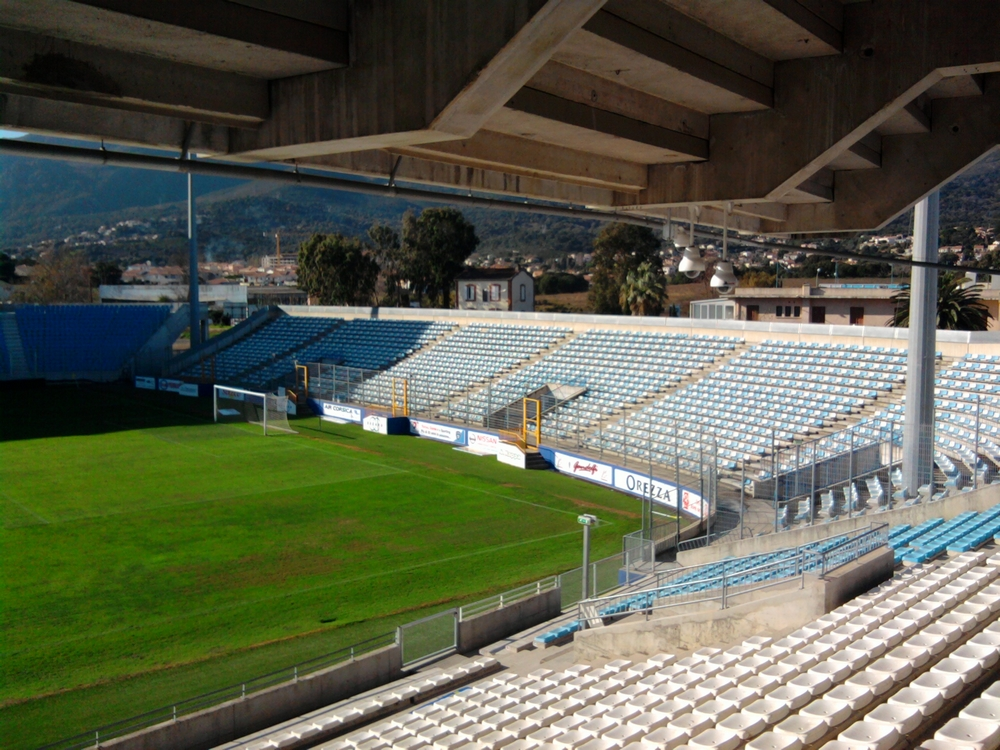
O estádio Armand Cesari.

A tragédia de Furiani ocorreu no dia 5 de maio de 1992, no estádio Armand Cesari, em Bastia. 18 torcedores morreram quando uma arquibancada cedeu, antes do jogo entre SC Bastia e Olympique de Marseille, válido pelas semifinais da Copa da França de 1991-92.
Tendo em vista a importância do confronto, a direção do Bastia resolveu, de última hora, instalar uma arquibancada provisória que aumentaria a capacidade do estádio em 50%. As autoridades locais aprovaram a nova estrutura, sem colocar restrições. 2 357 pessoas também se feriram no acidente.
Desde então, o estádio Armand Cesari enfrentou uma sequência de melhoras em sua infraestrutura, chegando, em 1996, à capacidade de 18 000 lugares.